# 고층 건물

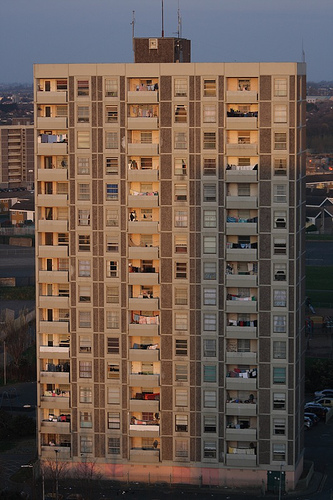
아일랜드 더블린의 아파트.

고층 건물(高層建物)은 중층 건물보다 높은 건물이나 구조물이며, 주거 및 오피스용으로 쓰인다.
고층 건물은 승강기의 발명과 저렴해지고 더 풍부해진 건물 자재로 인해 실현이 가능하게 되었다. 고층 건물과 마천루 사이의 뚜렷한 차이는 없지만 50층 이상의 건물을 일반적으로 마천루라고 부른다.
아파트 건물의 경우 높은 인구 밀도를 가진 지역에서 기술적, 경제적 이점이 있다.

## 같이 보기
- 지진공학
- 마천루